# Desert Air Force
La Desert Air Force (DAF), ou Western Desert Air Force et First Tactical Air Force (1TAF), est une force aérienne tactique alliée créée en Afrique du Nord en 1941 pour fournir un appui aérien rapproché à la 8e armée britannique pendant la Seconde Guerre mondiale.
Tout au long de la guerre, la DAF est composée d'escadrons de la Royal Air Force (RAF), de la South African Air Force (SAAF), de la Royal Australian Air Force (RAAF), des United States Army Air Forces (USAAF) et d'autres forces aériennes alliées.
Arthur Coningham, Harry Broadhurst (en) et William Dickson (en) font partie des officiers notables de la DAF.